# Libro sobre la medición de figuras planas y esféricas

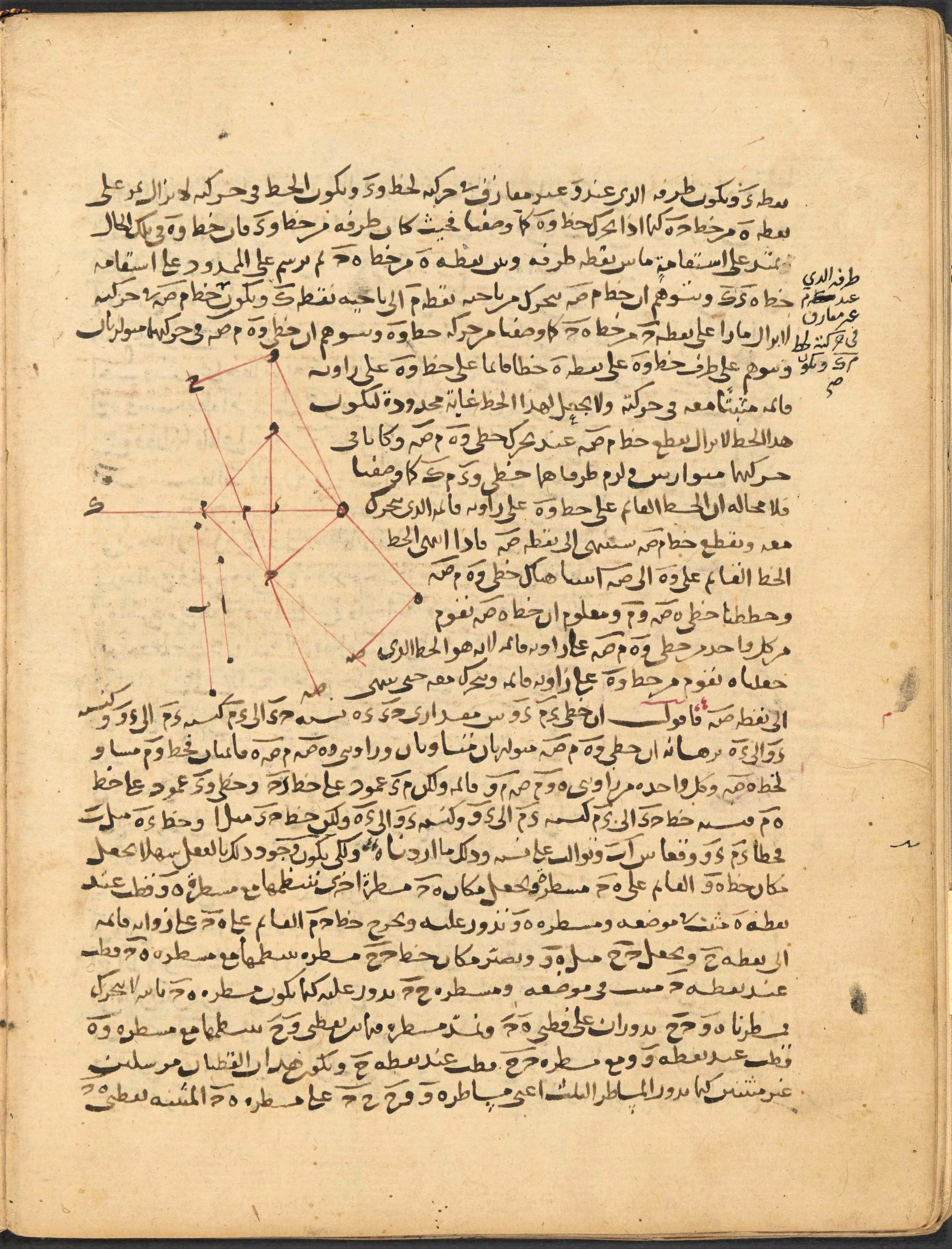
Una página del Libro sobre la medición de figuras planas y esféricas, Universidad de Columbia, Nueva York

El libro de la medición de figuras planas y esféricas (en árabe: كتاب معرفة مساحة الأشكال البسيطة والكريّة, Kitāb maʿrifah masāḥat al-ashkāl al-basīṭah wa-al-kuriyyah) fue la más importante de las obras producidas por los Banū Mūsā (tres hermanos persas del siglo IX que trabajaban en Bagdad). Se hizo una traducción al latín por el astrólogo italiano del siglo XII Gerardo de Cremona, titulada Liber trium fratrum de geometria y Verba filiorum Moysi filii Sekir. La obra original en árabe fue editada por el polímata persa Naṣīr al-Dīn al-Ṭūsī en el siglo XIII. La obra original en árabe no se conserva, pero su contenido se conoce por traducciones posteriores.
El tratado, que trata de geometría, era similar a dos libros de Arquímedes, Sobre la medida del círculo y Sobre la esfera y el cilindro. Fue muy utilizada en la Edad Media y citada por autores como Thābit ibn Qurra, Ibn al-Haytham, Leonardo Fibonacci (en su Practica geometriae), Jordanus de Nemore y Roger Bacon. Trata con los conceptos geométricos de área y volumen, trisección de ángulos, construcción y secciones cónicas. Incluye teoremas desconocidos para los griegos.
El libro fue reeditado en latín con traducción al inglés por el historiador estadounidense Marshall Clagett, quien también ha resumido cómo influyó la obra en los matemáticos de la Edad Media.